# Libertas Pallacanestro Asti
La Libertas Pallacanestro Asti è stata una società di pallacanestro maschile italiana con sede nella città di Asti.

## Storia
Fondata nel 1954, sotto la sponsorizzazione Saclà passò dalla Serie D alla Serie A in cinque anni con in panchina l'ungherese Lajos Tóth. Nel suo primo campionato di Serie A del 1972-73 si classificò all'ottavo posto, raggiungendo la finale di Coppa Italia, persa con l'Ignis Varese, e ottenendo l'accesso alla Coppa delle Coppe.
Nella stagione 1973-74, a causa dell'indisponibilità di un impianto di gioco omologato per la Serie A, disputò le sue gare interne al PalaRuffini di Torino, classificandosi al sesto posto e raggiungendo le semifinali sia in Coppa delle coppe che in Coppa Italia.
Al termine della stagione, permanendo l'indisponibilità di un palazzetto adeguato, si stabilì un accordo di fusione con l'Auxilium Agnelli, (poi diventata Auxilium Pallacanestro Torino), presieduta da don Gino Borgogno (ammessa dalla Lega Basket al campionato di Serie A2 di nuova istituzione), con il quale si trasferirono nella società torinese i migliori elementi della prima squadra (tra i quali Dante Anconetani, John Laing, Alberto Merlati, Bruno Riva, Romeo Sacchetti), l'allenatore Lajos Tóth, lo staff dirigenziale e lo sponsor Saclà, mentre Charlie Caglieris, considerato la "bandiera" della squadra, venne ceduto per motivi di bilancio alla Fortitudo Bologna. La società astigiana decise quindi di rinunciare alla Serie A1 e di ripartire dalla Serie B con una squadra formata prevalentemente da giocatori provenienti dal settore giovanile dell'Auxilium.
Dopo un solo anno di Serie B la società si sciolse.